# Abner Vickery
Abner Chapin Vickery (Ottawa, 11 settembre 1879 – Chicago, 25 giugno 1931) è stato un golfista statunitense.

## Carriera
Vickery partecipò al torneo individuale di golf ai Giochi olimpici di Saint Louis 1904, in cui fu eliminato ai sedicesimi di finale da Allan Lard.